# Distretto elettorale di Tsandi
Il distretto elettorale di Tsandi è un distretto elettorale della Namibia situato nella Regione di Omusati con 28.018 abitanti al censimento del 2011. Il capoluogo è la città di Tsandi.
Altra località del distretto è Omugulugwombashe, dove ha avuto luogo la prima battaglia per l'indipendenza del paese.